# Мезембриантемум хрустальный
Мезембриантемум хрустальный, или ледяная трава, или хрустальная трава, или ледяник, или полуденник (лат. Mesembryanthemum crystallinum) — вид небольших однолетних суккулентных растений семейства Аизовые (Aizoaceae), распространённый в Средиземноморье, на Канарских, Азорских островах и на Мадейре. Произрастает на солоноватых болотах, скалистых и песчаных пляжах. Разрастаясь, образует ковёр высотой до 10 см.

## Описание
Этот вид покрыт увеличенными клетками эпидермиса, называемыми «клетками мочевого пузыря», основная функция которых – запасать воду. Растение может быть однолетним, двухлетним или многолетним, но его жизненный цикл обычно завершается в течение нескольких месяцев, в зависимости от условий окружающей среды.

#### Ботаническое описание
Двулетние или однолетние травянистые растения, усеянные крупными, блестящими пузырчатыми волосками. Стебли ползучие, лежащие, до 60 см длиной. Листья сидячие, бледно-зелёные, мясистые, широкояйцевидные или почти лопатчатые, супротивные или очередные, с волнистыми краями, длиной от 2 до 20 см. Цветки белые или розоватые, диаметром 7—10 мм, одиночные или в группах по 3—5. Чашечка пятираздельная, венчик многолепестный, тычинок много, пестик с полунижней многогнездной завязью, столбиков пять.

Проявляет факультативный CAM-фотосинтез.

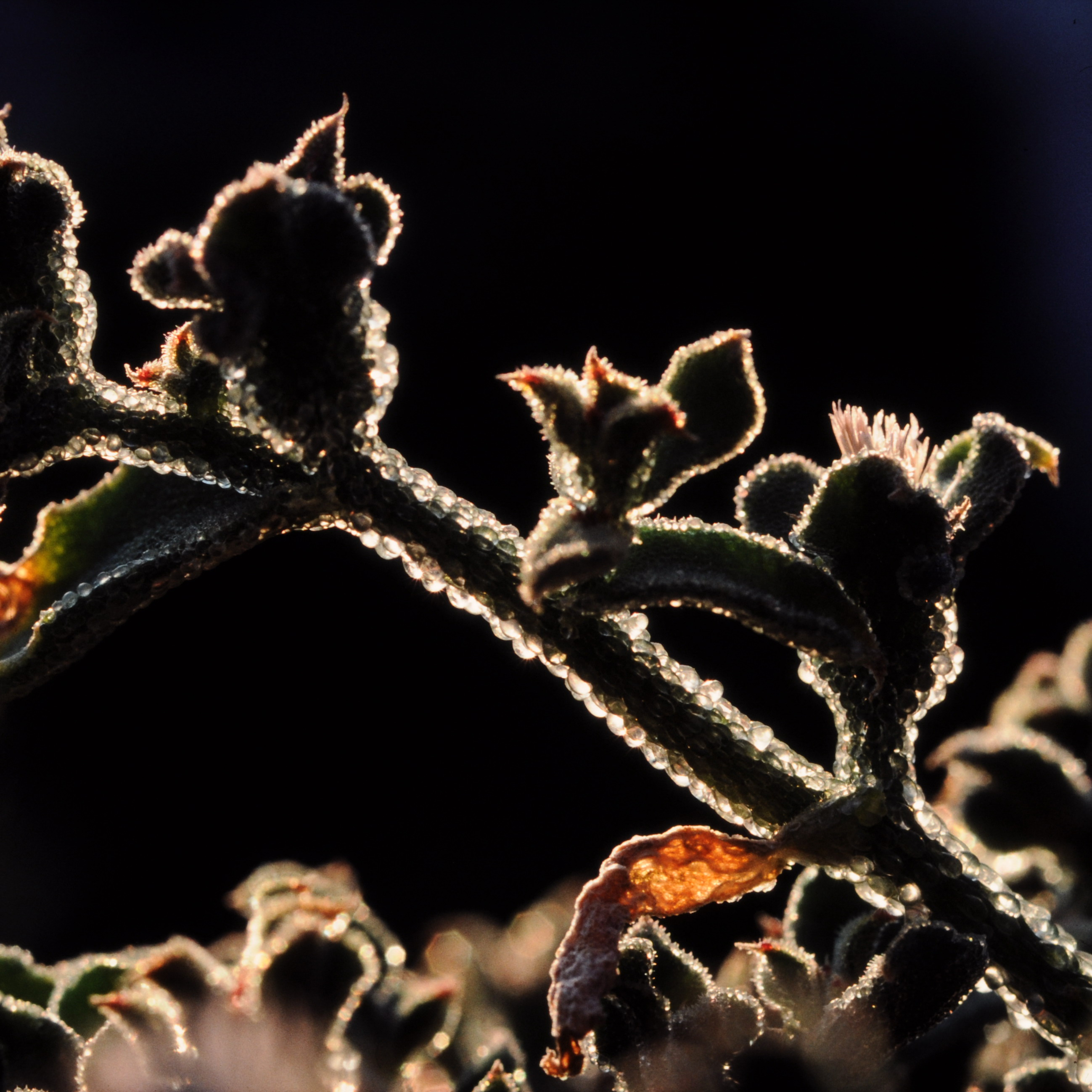
Силуэт стебля
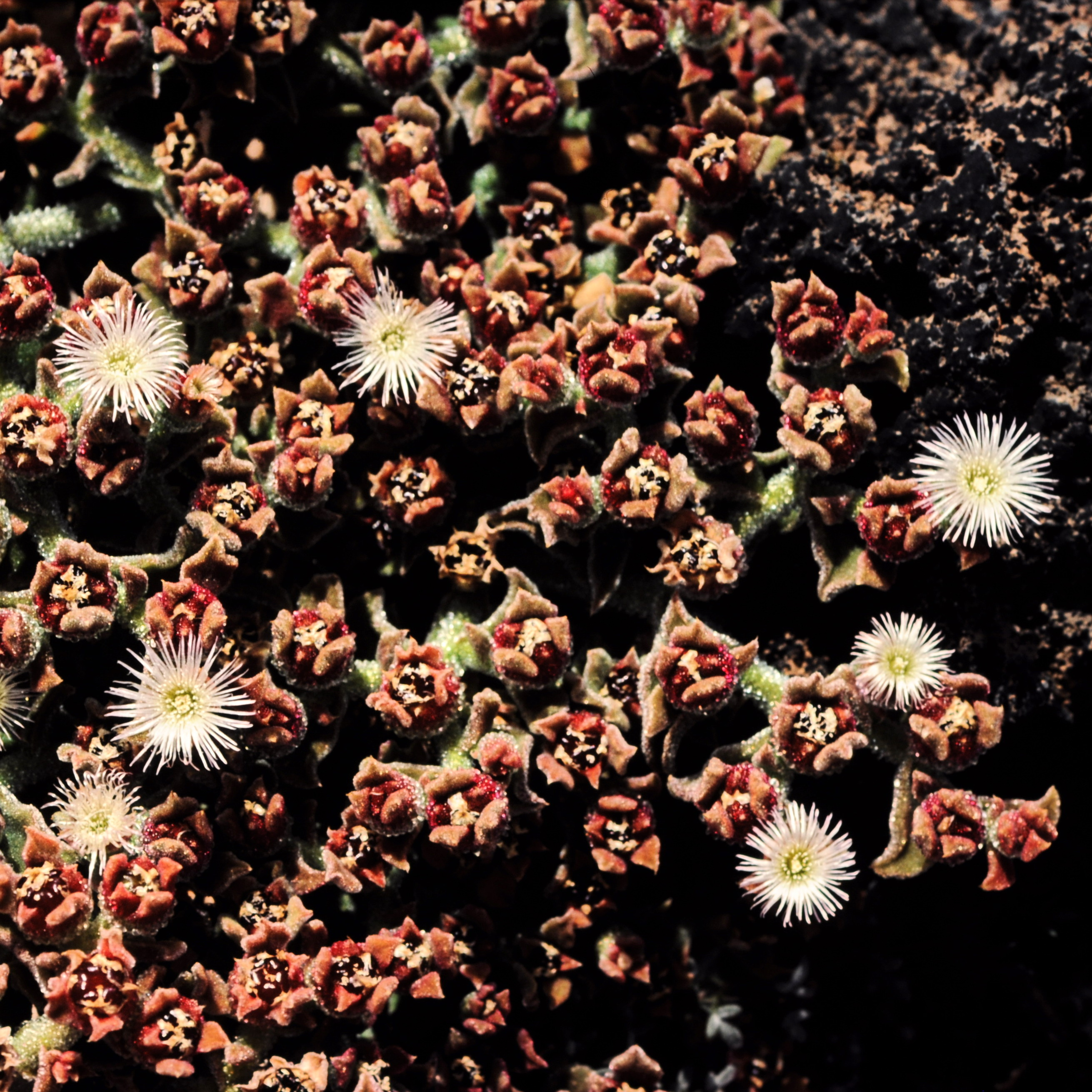
Цветы и листья
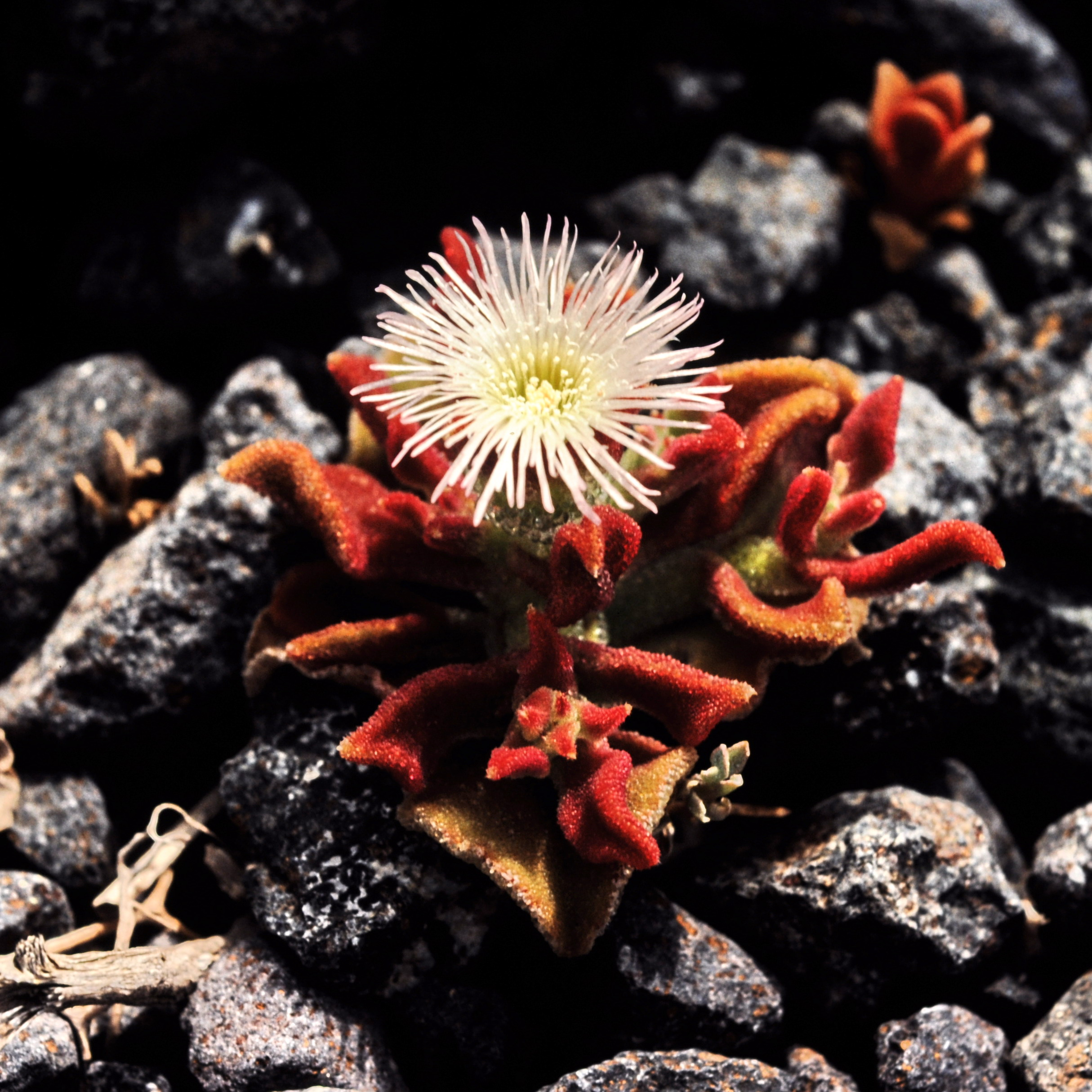
Крупный план цветка
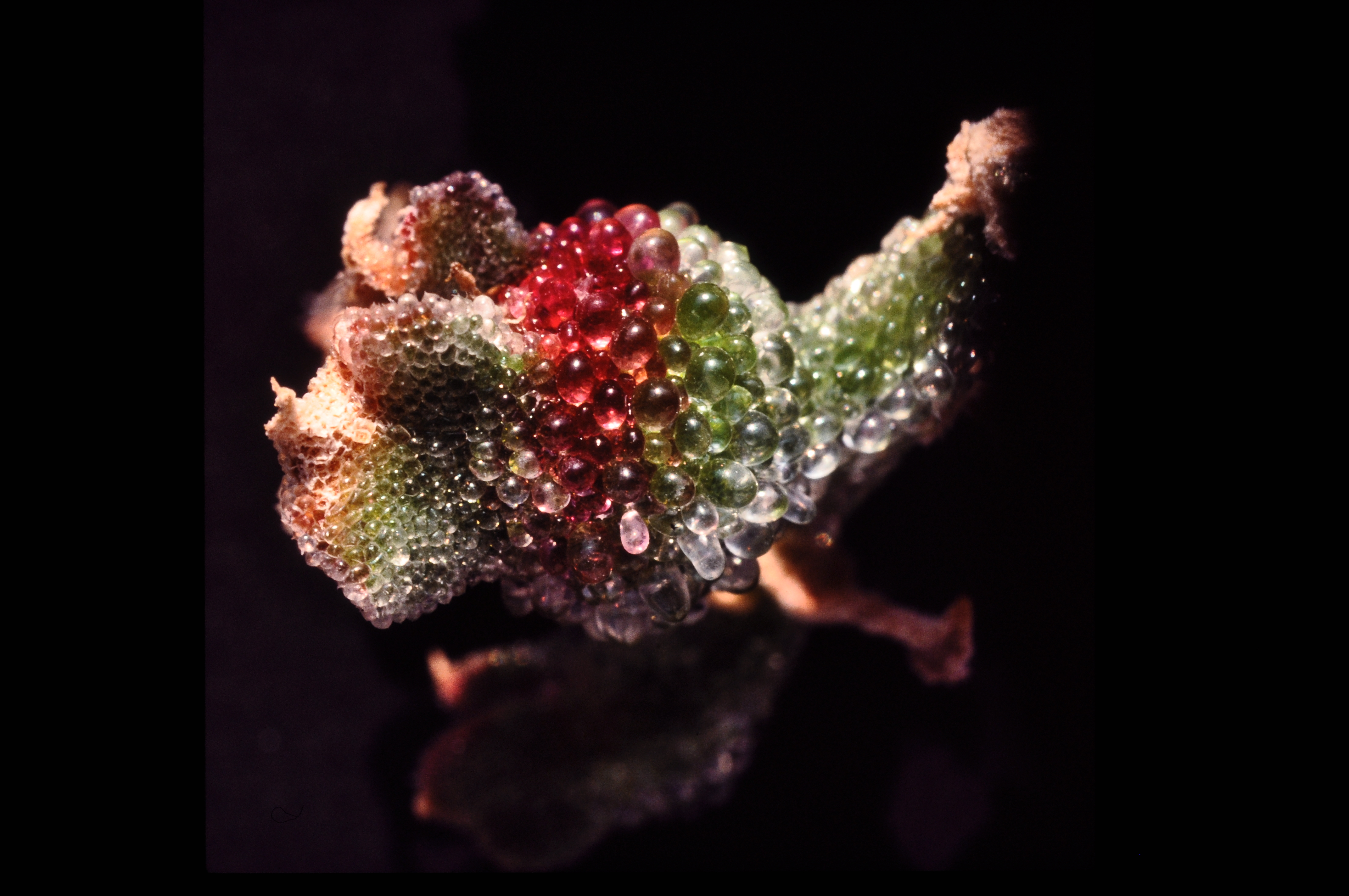
Эпидермальные клетки на поверхности
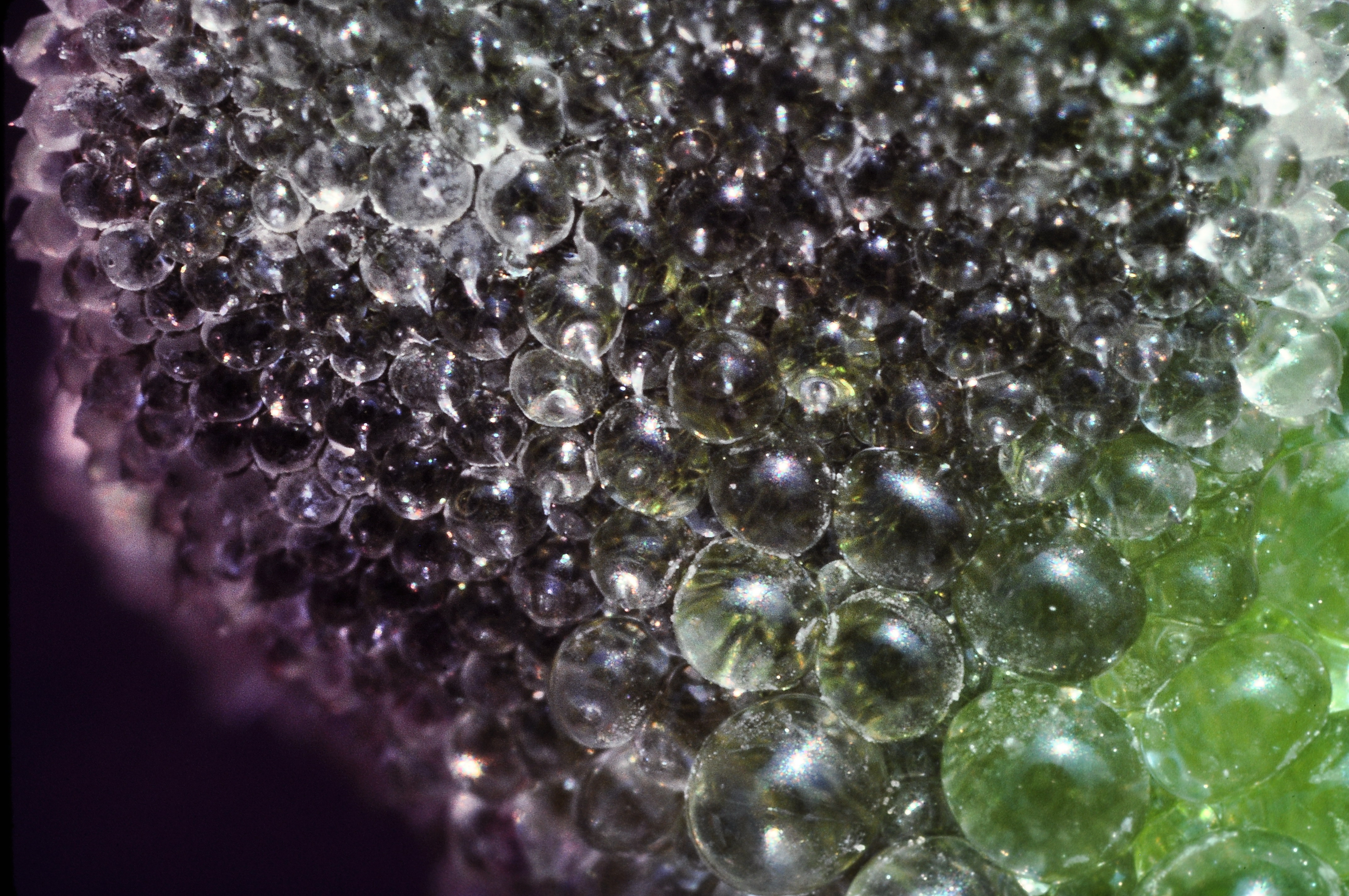
Крупный план клеток
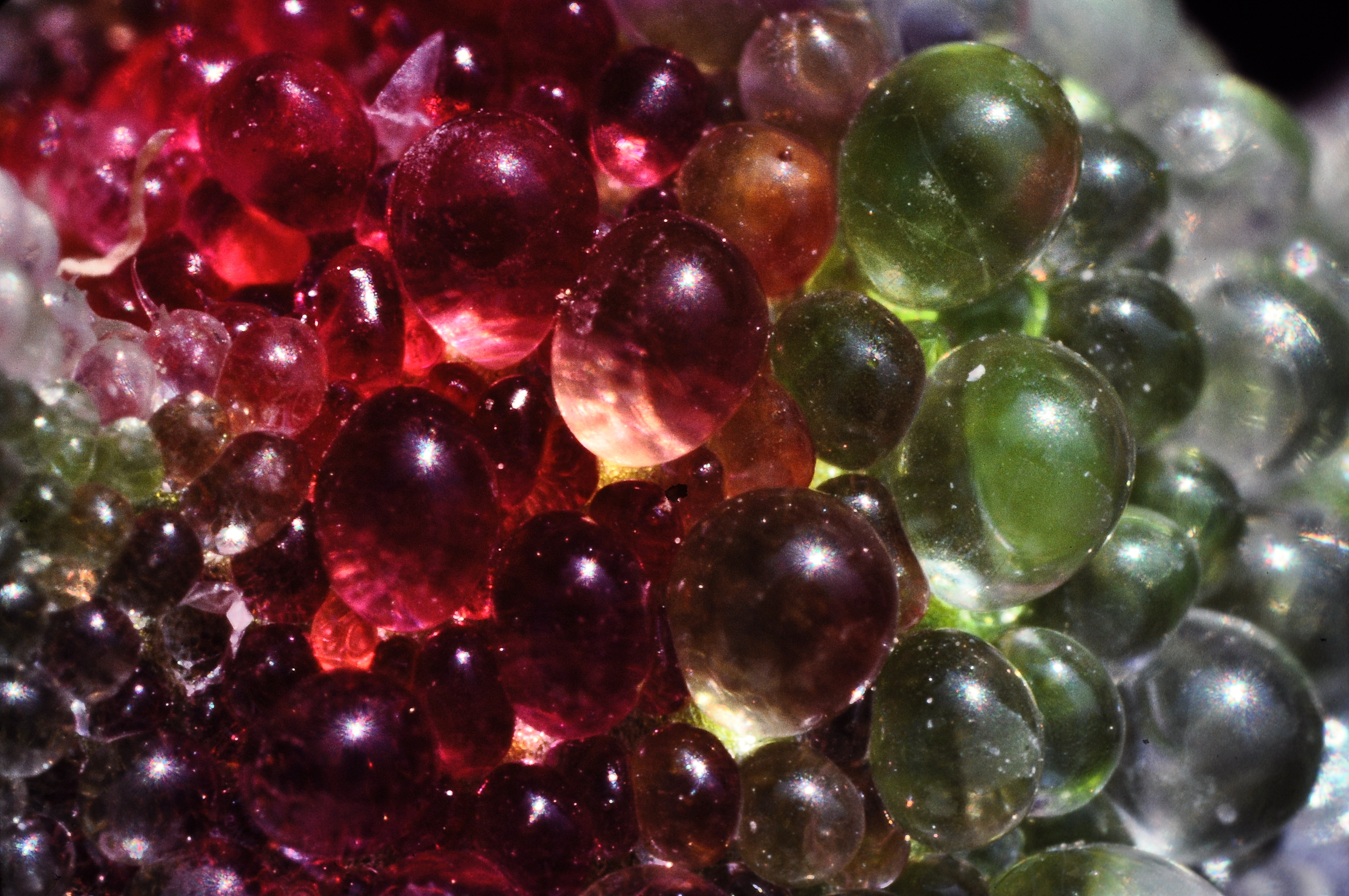
Крупный план клеток

## Таксономия
Mesembryanthemum crystallinum L., Sp. Pl.: 480 (1753).

### Синонимы
Гомотипные (основанные на одном и том же номенклатурном типе):
- Cryophytum crystallinum (L.) N.E.Br. (1926)
- Gasoul crystallinum (L.) Rothm. (1941)

Гетеротипные (основанные на разных номенклатурных типах):
- Cryophytum parvum L.Bolus (1929)
- Mesembryanthemum breve L.Bolus (1939)
- Mesembryanthemum glaciale Haw. (1819)

## Хозяйственное значение и применение
В прошлом растение использовалось в качестве салата и для производства соды. В настоящее время используется как декоративное растение.